# Johannes R. Scholz
Johannes R. Scholz ist ein deutscher Sozialarbeiter und Entwicklungshelfer.

## Leben
Der in Schlesien geborene Johannes Scholz wuchs im fränkischen Bamberg auf. Nach Abschluss einer Lehre im Maschinenbau studierte er 1960 bis 1964 Sozialarbeit in Freiburg im Breisgau. Er erwarb Abschlüsse als Diplom-Sozialarbeiter (FH) und Master in Management (AIM). Nach dem Studium erfolgte seine Entsendung im Rahmen des Deutschen Entwicklungsdienstes nach Hongkong, unterstützt von der Bundesregierung und dem Hilfswerk Misereor. Dort arbeitete er mit am Aufbau der neu gegründeten Caritas. Hongkong hatte zu jener Zeit den enormen Zustrom an Flüchtlingen aus dem kommunistischen China aufgrund der dortigen Kulturrevolution und später der sogenannten „Boatpeople“ aus dem Vietnamkrieg zu verkraften.
Während seiner Zeit in Asien war Johannes Scholz maßgeblich mit der Konzeption und Implementierung der beruflich orientierten Ausbildung in Hongkong und der Vernetzung dieser in das lokale Bildungssystem beschäftigt. Das daraus entstandene Konzept der berufsvorbereitenden Schulen (Prevocational Schools) führte zu sieben berufsvorbereitenden Schulen in der Trägerschaft von Caritas Hongkong mit einer Gesamtbelegung von 5.600 Auszubildenden im Jahr 1979. Im Jahr 2007 arbeiteten in Hongkong 22 Sekundarschulen mit dem Konzept der 'prevocational' Schulen. 
1979 kehrte Scholz mit seiner Familie nach Deutschland zurück und nahm eine Tätigkeit in der Zentrale des Deutschen Caritasverbands in Freiburg in der Not- und Katastrophenhilfe auf. Von dort werden weltweit Hilfsprojekte unterstützt. Von 1998 bis zu seinem formellen Ruhestand 2004 war er im Referat Asien für Ostasien tätig, mit Fokussierung auf Hilfs- und Entwicklungsprojekte in China, Osttimor, Nordthailand, Burma sowie Nordkorea.
Johannes Scholz ist seit 2004 weiterhin ehrenamtlich für Caritas International engagiert mit Projekten und Auslandseinsätzen in Hilfsgebiete wie zum Beispiel die Tsunami-Hilfe in Banda Aceh auf Sumatra (2004) oder Projekte in der Mongolei, China sowie in Bihar, Indien. 
Zudem war er Mitglied im Vorstand des China-Zentrums e.V. mit Sitz im Missionshaus St. Augustin der Steyler Missionare in Sankt Augustin.
Johannes Scholz lebt in Kirchzarten.

## Auszeichnungen
- Verleihung der Caritas-Medaille durch Kardinal John Cheng Chung Wu, Bischof von Hong Kong
- Verdienstorden der Bundesrepublik Deutschland in Anerkennung für die Aufbauarbeit in Hongkong